# خليل البهتيني
خليل البهتيني هو أحد قادة حركة الجهاد الإسلامي. ولد عام 1978 والتحق بالمقاومة في سن مبكرة. تدرج في المناصب القيادية في سرايا القدس حتى كان ممثلها في غرفة العمليات المشتركة. قتل في غارة جوية إسرائيلية مباغتة استهدفت منزله وذلك في 9 مايو عام 2023.

## النشأة
ولد في مدينة غزة في 30 نوفمبر 1978 والتحق بحركة الجهاد الإسلامي في مرحلة مبكرة من عمره وتعرض للاعتقال في سن صغيرة ولعدة محاولات اغتيال أصيب في بعضها.

## عمله العسكري
تدرج البهتيني في العمل العسكري عبر عشرات السنوات من جهاده المتواصل وقتل شقيقه محمد البهتيني أثناء تصديه لأحد الاجتياحات الإسرائيلية في شرق غزة عام 2006. أشرف على العديد من الأمور أثناء خدمته بالمقاومة حيث كلف بقيادة أحد التشكيلات العسكرية وتأسيس جهاز أمن السرايا، وكانت له بصمة واضحة في مجال التصنيع أثناء الانتفاضة الفلسطينية الثانية، كما كان صاحب بصمة كبيرة في عدة تخصصات عسكرية
كلف البهتيني بقيادة المنطقة الشمالية في سرايا القدس بعد مقتل سابقه تيسير الجعبري وربطته علاقات وثيقة بفصائل المقاومة الفلسطينية. مثل البهتيني سرايا القدس في غرفة العمليات المشتركة خلفا لتيسير الجعبري وتعرض لعدة محاولات اغتيال سابقة أصيب في بعضها.
اتهمته سلطات الاحتلال بالوقوف وراء سلسلة من عمليات إطلاق الصواريخ باتجاه الأراضي المحتلة ومستوطنات غلاف غزة، خاصة تلك التي أعقبت مقتل القيادي في حركة الجهاد الشيخ خضر عدنان في أبريل 2023. كما اتهمه جهاز الشاباك بتخطيط وتنفيذ عدة عمليات للمقاومة في عمق الاحتلال والتخطيط لإطلاق صواريخ نحو إسرائيل في المستقبل القريب.

## عمله الإعلامي
شارك في تأسيس شركة «روى للإنتاج الفني». وكان قائد الوحدة الدعوية والإعلام الحربي لسرايا القدس. كما أسهم في تطوير المنظومة الإعلامية في حركة الجهاد الإسلامي.

## اغتياله
شنت القوات الجوية الإسرائيلية هجوما مباغتا على منزله مما أدى إلى مقتله برفقة ابنته هاجر ذات الخمس سنوات وزوجته ليلى مجدي مصطفى البهتيني.

## تصريحات بعد العملية
قالت سرايا القدس في بيان: «ننعى شهدائنا القادة جهاد شاكر الغنام أمين سر سرايا القدس، وخليل صلاح البهتيني، عضو المجلس العسكري وقائد المنطقة الشمالية في سرايا القدس، وطارق عز الدين أحد قادة العمل العسكري بالضفة الغربية». كما نعت زوجاتهم وعددا من أبنائهم الذين قضوا أثناء العملية.
رحب وزير الأمن القومي الإسرائيلي إيتمار بن غفير بالعملية وأعلن استئناف حضوره للجلسات الحكومية بعد أن قرر مقاطعتها في وقت سابق، قائلًا: «العملية التي شنتها القوات الإسرائيلية في قطاع غزة بداية جيدة». كما أصدرت قيادة الجبهة الداخلية للجيش الإسرائيلي تعليمات لسكان جنوب إسرائيل الذين يعيشون بالقرب من غزة بالبقاء بالقرب من الناطق المحمية استعدادا لرد المقاومة بالصواريخ.

## عملية ثأر الأحرار
جاء الردُّ الفلسطيني من الغرفة المشتركة لفصائل المقاومة الفلسطينية والتي أطلقت عمليّة مضادة يوم العاشر من أيار/مايو سمَّتها عمليّة ثأر الأحرار حيثُ وجَّهت ضربة صاروخيّة بمئات القذائف والصواريخ صوبَ الأراضي المحتلة بما في ذلك تل أبيب ردًا على الاغتيالات الإسرائيليّة لقادة سرايا القدس